# Ohlsdorf (metropolitana di Amburgo)
Ohlsdorf è una stazione ferroviaria di Amburgo, in Germania, che si trova all'incrocio tra la linea di collegamento tra Amburgo e Altona, con la linea per l'Alstertal e quella per l'aeroporto di Amburgo. È situata vicino al cimitero di Ohlsdorf.

## Storia
Il 6 dicembre 1906, la società Hamburg-Altonaer Stadt- und Vorortbahn (Ferrovia urbana Amburgo-Altona e suburbana) - in seguito abbreviato S-Bahn di Amburgo (S-Bahn Hamburg) - aprì la linea a doppio binario Ohlsdorf-Blankenese concepita come una ferrovia elettrica con linee aeree; i treni inizialmente furono alimentati a vapore, a causa delle difficoltà relative alla costruzione degli impianti elettrici e per un ritardo di consegna dei motori.
Fino al 2008, Ohlsdorf aveva un servizio di bus navetta per portare i passeggeri dalla stazione all'aeroporto di Amburgo. Questo servizio è stato eliminato quando è stata costruita nell'aeroporto la nuova stazione.
A sud-est della stazione si trova un deposito di manutenzione della S-Bahn.

## Servizi
Serve le linee della Amburgo S-Bahn S1 e S11 - da Wedel nello Schleswig-Holstein o da Blankenese a Poppenbüttel o all'Aeroporto di Amburgo. Serve anche la linea U1 della U-Bahn di Amburgo, da Norderstedt a Großhansdorf nello Schleswig Holstein oppure al sobborgo di Amburgo, Wohldorf-Ohlstedt.
I passeggeri che viaggiano in direzione della stazione centrale con l'aeroporto devono prestare attenzione a Ohlsdorf, l'ultima stazione prima di raggiungere l'aeroporto, perché tutti i treni sono divisi in questa stazione. La parte anteriore del treno (carrozze 1, 2 e 3), procede per l'aeroporto, mentre la parte posteriore (carrozze 4, 5 e 6) va a Poppenbüttel, un sobborgo di Amburgo. Ci sono indicazioni e annunci, in lingua tedesca e inglese sufficienti per tenere i passeggeri informati. Inoltre i treni fermano a Ohlsdorf per circa 2 minuti per consentire ai passeggeri di passare ad una carrozza che vada verso la destinazione finale.